# Ibrahim Sadiq
Ibrahim Sadiq (Buduburam, 7 mei 2000) is een Ghanees voetballer die doorgaans speelt als vleugelspeler. In september 2023 verruilde hij BK Häcken voor AZ.

## Clubcarrière
Sadiq speelde in zijn jeugd voor de Right to Dream Academy, een jeugdopleiding in Ghana, voordat hij naar Europa verhuisde. Op 4 juli 2018 maakte Sadiq zijn onofficiële debuut voor FC Nordsjælland in een vriendschappelijke wedstrijd tegen Beerschot VA, waarin hij in de 72e minuut scoorde.Zijn officiële debuut maakte hij later als invaller in de Deense Superliga tegen Esbjerg fB. Diezelfde week maakte hij zijn Europa League debuut in de met 2-1 gewonnen wedstrijd tegen Cliftonville FC.
Op 18 februari 2022, tekende Sadiq een contract bij het Zweedse BK Häcken tot eind 2025. Na een succesvolle periode bij BK Häcken, maakte hij in september 2023 de overstap naar AZ Alkmaar, waar hij een vijfjarig contract tekende. Hij maakte zijn onofficiële debuut in de 6-2 gewonnen oefenwedstrijd tegen Go Ahead Eagles, waarbij hij de 5-2 scoorde. Op 17 oktober 2023 maakte hij zijn officiële debuut in de Eredivisiewedstrijd in de 2-0 gewonnen wedstrijd tegen Sparta Rotterdam. 

## Internationale carrière
Ibrahim Sadiq speelde vier wedstrijden op het Wereldkampioenschap voetbal onder 17 in 2017. Hij scoorde het winnende doelpunt en werd Man of the Match in de eerste wedstrijd tegen Colombia. In 2019 speelde hij drie wedstrijden op het Afrikaans kampioenschap voetbal onder 20.

## Clubstatistieken
| Seizoen | Club            | Competitie  | Competitie | Competitie | Beker | Beker | Internationaal | Internationaal | Totaal | Totaal |
| Seizoen | Club            | Competitie  | Wed.       | Dlp.       | Wed.  | Dlp.  | Wed.           | Dlp.           | Wed.   | Dlp.   |
| ------- | --------------- | ----------- | ---------- | ---------- | ----- | ----- | -------------- | -------------- | ------ | ------ |
| 2018/19 | FC Nordsjælland | Superligaen | 8          | 1          | 1     | 0     | 1              | 0              | 10     | 1      |
| 2019/20 | FC Nordsjælland | Superligaen | 26         | 3          | 2     | 0     | 0              | 0              | 28     | 3      |
| 2020/21 | FC Nordsjælland | Superligaen | 19         | 2          | 0     | 0     | 0              | 0              | 19     | 2      |
| 2021/22 | FC Nordsjælland | Superligaen | 6          | 0          | 0     | 0     | 0              | 0              | 6      | 0      |
| 2022    | BK Häcken       | Allsvenskan | 19         | 7          | 7     | 7     | -              | -              | 26     | 14     |
| 2023    | BK Häcken       | Allsvenskan | 10         | 5          | 0     | 0     | 8              | 8              | 18     | 13     |
| 2023/24 | AZ Alkmaar      | Eredivisie  | 5          | 0          | 0     | 0     | 2              | 0              | 7      | 0      |
| Totaal  | Totaal          | Totaal      | 93         | 18         | 10    | 7     | 11             | 8              | 114    | 33     |

Bijgewerkt op 23 oktober 2023.
1 Owusu-Oduro ·
3 Goes ·
4 Martins Indi  ·
5 Penetra ·
6 Koopmeiners ·
7 Van Bommel ·
8 Clasie ·
9 Parrott ·
10 Mijnans ·
11 Sadiq ·
12 Verhulst ·
13 Westerveld ·
14 Belić ·
16 Maikuma ·
17 Addai ·
18 Møller Wolfe ·
21 Poku ·
22 Dekker ·
23 Lahdo ·
24 Schouten ·
26 Smit ·
28 Buurmeester ·
30 Kasius ·
31 Deen ·
34 De Wit ·
35 Meerdink ·
37 Daal ·
41 Zoet ·
Coach: Martens
· Assistent-trainer: Franssen
· Assistent-trainer: Goudmijn
· Assistent-trainer: Sierksma
· Keeperstrainer: Van Aart